# Villa Patrini
Villa Patrini è una villa con giardino situata a Pavia. L'architettura della struttura si ispira ai movimenti del Razionalismo e Novecentismo e riprende il limite dei Bastioni. Progettata nel 1936 dall'architetto ingegnere Guglielmo Brambilla su committenza di Antonio Patrini, l'edificio ottenne l'autorizzazione del comune dopo la denuncia dei lavori edilizi. Negli anni successivi, l'edificio è stato recintato e attualmente è adibito a uso residenziale. L'ingresso, caratterizzato da mattoni a vista, è definito da un arco sul lato destro.

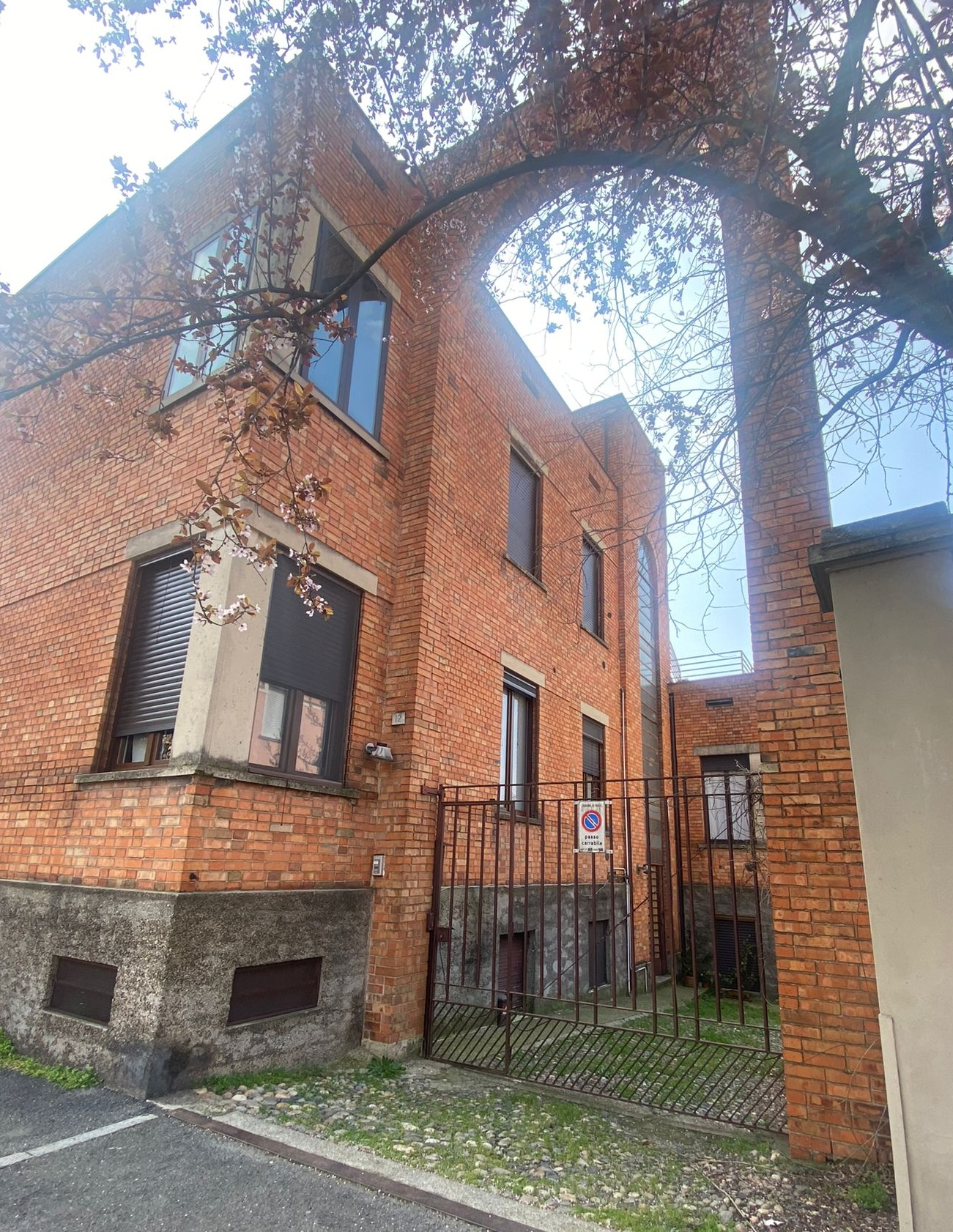
Arco a tutto sesto avente funzione non strutturale

## Architettura
La villa, situata in Viale Gorizia a Pavia, è stata realizzata tra gli anni trenta e quaranta del Novecento. Si tratta di un complesso architettonico residenziale caratterizzato da un mattone con concatenamento di stile gotico. Il suo elemento principale è un imponente arco a tutto sesto in laterizio, posizionato all'altezza del colmo del tetto che delinea il confine della struttura con un comportamento non strutturale. La complessa volumetria della villa digrada sia in altezza che in pianta verso l'interno, con angoli contrassegnati da finestre, pilastri e architravi in cemento e calcestruzzo a vista. All'interno, il vano scala è inglobato nell'edificio a due piani, ciascuno dei quali è costituito da cinque appartamenti.

## Storia di Viale Gorizia

### Viale Gorizia

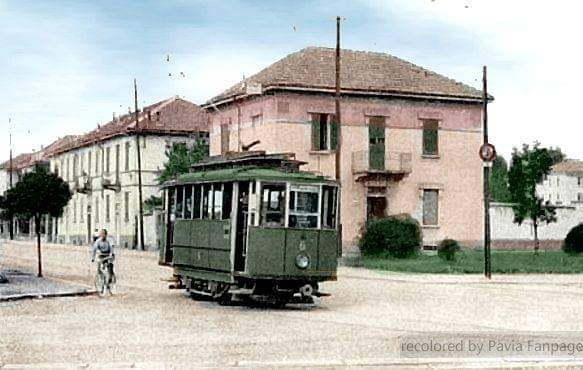
Passo del tram

Durante l'età longobarda, la zona subì una suddivisione in lotti con importanti cambiamenti nella disposizione topografica. 
Fino alla metà degli anni cinquanta, in viale Gorizia vi era la rimessa dei tram, infatti, nel 1932 venne prolungata la linea ferroviaria fino al nuovo Policlinico. Successivamente, nel 1934, furono avviati i lavori di prolungamento, durante i quali venne sistemato il Bastione spagnolo, ovvero le mura cittadine di Pavia, che furono trasformate in una strada alberata che prese il suo nome, dove nel 1936 venne costruita la villa, con, al suo interno dei resti di Mura. 
Le Mura Spagnole sono state demolite parzialmente tra la fine del XIX secolo e la prima metà del Novecento, alcune resti sono ancora visibili, per esempio in Via Gorizia. Guglielmo Brambilla fu restauratore di esse, che sono parallele alla villetta, sempre da lui costruita.